# تپه بان گر
تپه بان گر مربوط به هزاره اول (پیش از میلاد) است و در شهرستان تکاب، بخش تخت سلیمان، دهستان احمدآباد، روستای آغ دره وسطی واقع شده است. این اثر در تاریخ ۳۰ دی ۱۳۸۵ با شمارهٔ ثبت ۱۶۷۸۳ به عنوان یکی از آثار ملی ایران به ثبت رسیده است.